# The Outer Marker
The Outer Marker — дебютный альбом британского музыканта Just Jack, вышедший в 2002 году. Пластинка не смогла попасть в UK Top 40 и не издавалась в США. Однако реакция критики была положительной.

## Список композиций
1. "Let's Get Really Honest" - 3:58
2. "Paradise (Lost & Found)" - 3:41
3. "Lesson One" - 2:45
4. "Snowflakes" - 4:54
5. "Deep Thrills" - 4:33
6. "Heartburn" - 4:36
7. "Eye to Eye" (featuring Sammy D) - 3:35
8. "Contradictions" - 5:08
9. "Snapshot Memories" - 5:19
10. "Triple Tone Eyes" - 4:13
11. "Ain't Too Sad" - 4:52
12. "Snowflakes" [Cured by Temple of Jay Mix] - 4:17
13. "Snowflakes" [Dan the Automator Remix] - 4:30